# Melegház

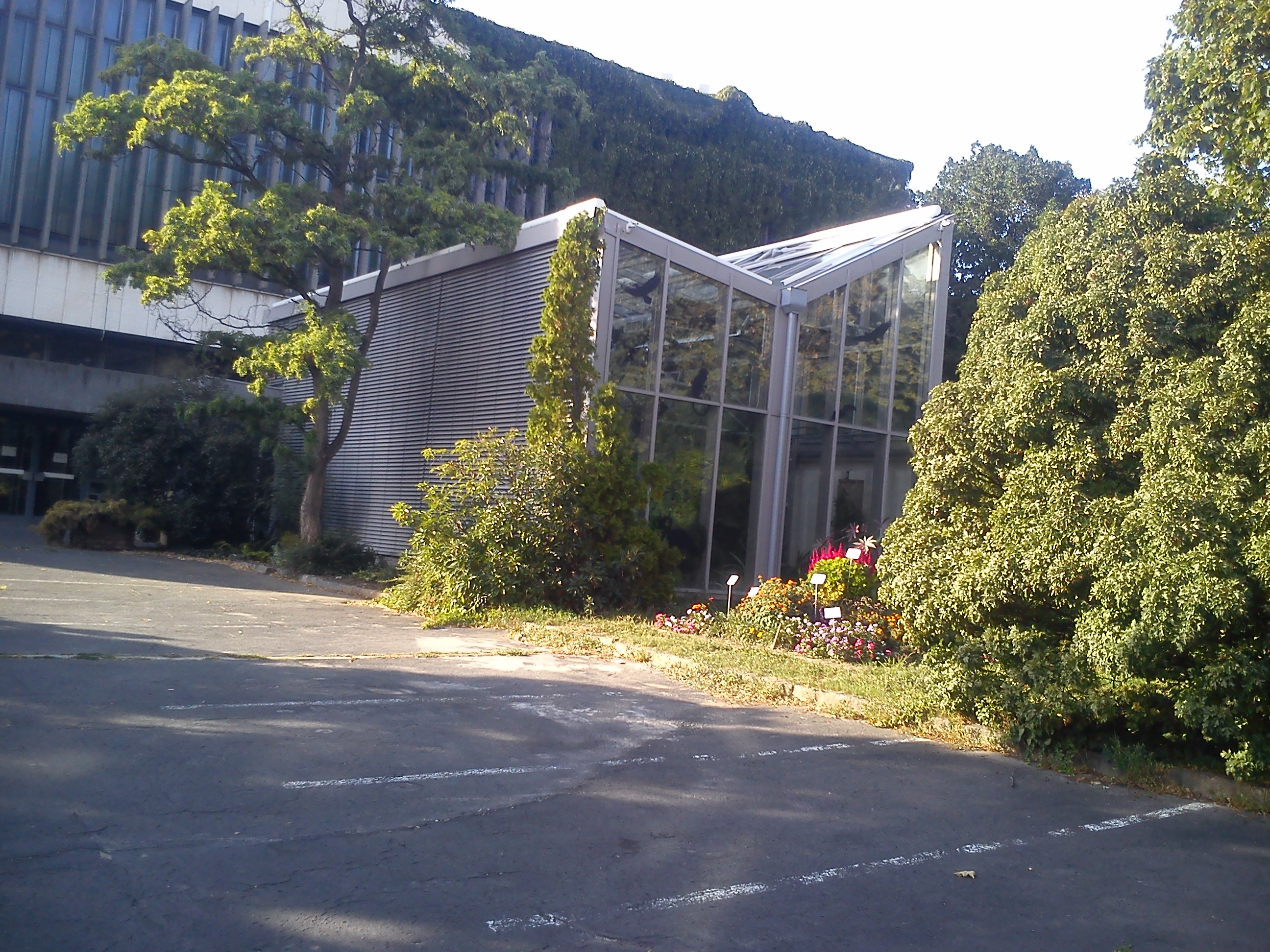
Üvegház a Budai Arborétumban

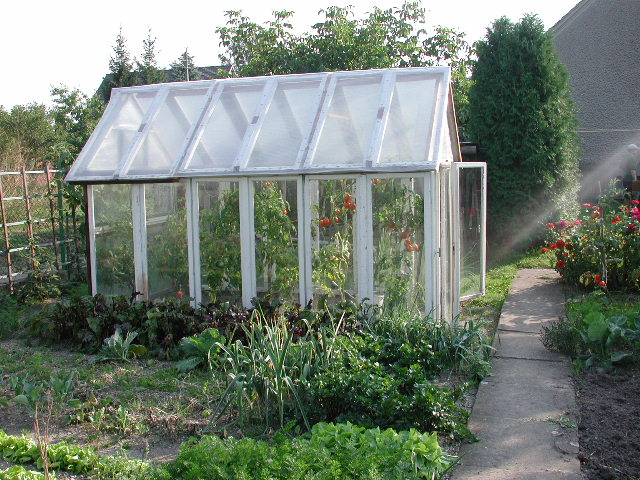
Kiskerti üvegház

A melegház (más néven üvegház vagy  növényház), részben idegen klíma alól származó növények termesztésére, részben pedig gyümölcsöknek és virágoknak a rendestől eltérő időben való előállítására szolgáló, nagyrészt üvegből álló épület. 

## Fogalma és fejlődése
A melegház a trópusi növények tartására való, téli hőmérséklete 15—20°, növényei részben még nyáron sem állíthatók a szabadba. Melegházban tartják a trópusi őserdő növényeit, az orchideákat, trópusi vízinövényeket, trópusi pálmákat. Van száraz melegház a trópusi xerofiták számára és nedves melegház a trópusi őserdő növényei számára. 
Melegházban folyik az a gyakorlati kertészkedés is, amelynek legfontosabb munkája a szaporítás és a hajtatás. Az utóbbi célra a növényt előbb hideg helyen tartják, hol a virágzását a hideg megakadályozza, azután meleg fürdőbe mártják, Meleg fürdőnek rendesen a melegház vízmedencéjét használják, melyben a víz hőmérsékletét tetszés szerint lehet szabályozni meleg és hideg vízzel. Nemcsak virágokat, hanem zöldségeket is termelnek az üvegházakban a rendestől  primőrök; melyekhez ma már különleges fajtákat használnak. 
Az első üvegházak a császárság idejében keletkeztek Rómában. Seneca írja, hogy a rózsát télen meleg vízzel öntözik abban a reményben, hogy akkor tavasszal szokatlanul korán virágzik. Hasonló okból készültek az első üvegházak is. De már a rómaiak is nemcsak virágot neveltek az üvegházakban, hanem barackot és szőlőt is, sőt Tiberius császár kertjeinek üvegházaiban uborkát is. Nagyon valószínű, hogy a középkorban sem volt ismeretlen az Ü. Érre vall, hogy Albertus Magnus (gr. Bollstädt Albert), dominikánus szerzetes, Kölnben, tél idején oly helyiségben fogadta Vilmos, hollandi királyt 1240., amelyben a növények úgy virítottak, mint nyáron. 
Mindezek az üvegházak azonban még nagyon primitívek lehettek, főleg pedig a máriaüvegnek nevezett gipszlemezekkel készültek üveg helyett. Az első modern üvegházakat minden bizonnyal a hollandiai Leidenben építették a 16. században. Ugyanott épült az első, külföldi növények tenyésztésére szolgáló üvegház a növénykertben 1599-ben. Csakhamar építettek azonban üvegházakat Angliában is és máshol is kontinens államaiban. Az üvegház a 17. és 18. században élte virágkorát, mert akkor valóságos láz fogta el Európát az egzotikus növények iránt, így  nemcsak az uralkodók, hanem a divattal haladó főurak és földesurak is egyaránt igyekeztek üvegházaikban mennél több idegenföldi növényt összegyűjteni. 
Ebben a korban épült Magyarországon is a legnagyobb üvegház. Ezt Esterházy Miklós herceg építtette a 18. század első éveiben.